# Statua dell'Unità

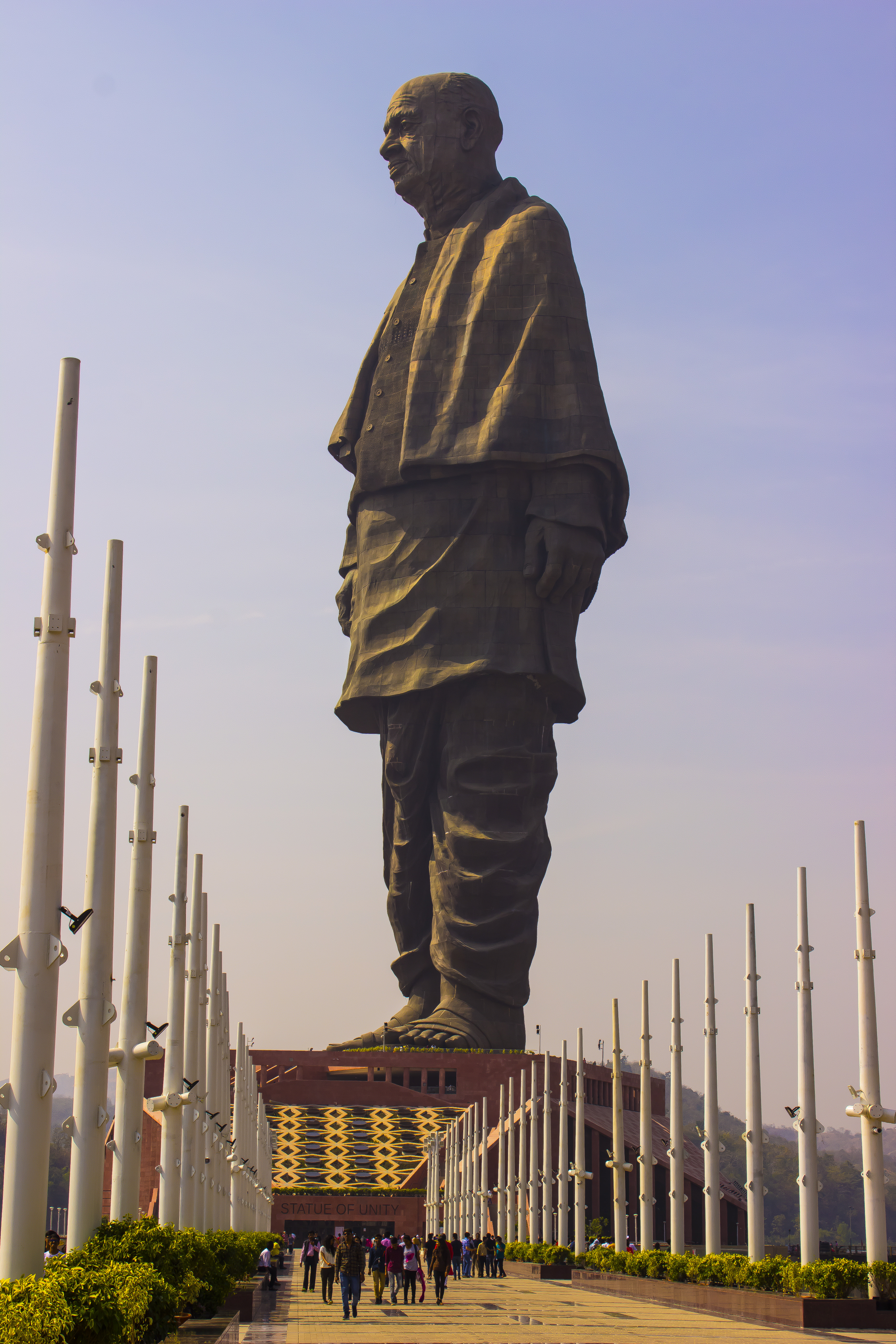
La statua

La Statua dell'Unità è un monumento celebrativo dedicato al capo del movimento d'indipendenza indiano Sardar Vallabhbhai Patel ed è collocato nei pressi di Rajpipla in India. È la statua più alta al mondo, con un'altezza di 182 metri ed è stata inaugurata il 31 ottobre 2018.
La statua ha avuto un costo di produzione pari a 30 miliardi di rupie, ossia 430 milioni di euro.

## Caratteristiche
La statua è in bronzo ed è stata progettata dagli stessi architetti che hanno creato la statua di Gandhi, posta nel parlamento indiano. Per realizzare l'opera si sono impiegati 3400 operai per 33 mesi.

## Critiche
L'opera ha ricevuto numerose critiche da parte dell'opinione pubblica indiana per via del terreno occupato dalla statua, che ha ridotto spazi faunistici e per il presunto spreco di denaro pubblico.